# Piero Rebaudengo
Piero Rebaudengo (Turim, 13 de setembro de 1958) é um ex-jogador de voleibol da Itália que competiu nos Jogos Olímpicos de 1984.
Em 1984, ele fez parte da equipe italiana que conquistou a medalha de bronze no torneio olímpico, no qual atuou em todas as seis partidas.